# Online Film Critics Society Awards/Beste visuelle Effekte
Der OFCSA in der Kategorie "Beste visuelle Effekte" wurde nur 2002 und 2003 verliehen.
2002
Der Herr der Ringe: Die zwei Türme
Harry Potter und die Kammer des Schreckens
Minority Report
Spider-Man
Star Wars: Episode II – Angriff der Klonkrieger
2003
Der Herr der Ringe: Die Rückkehr des Königs
Kill Bill – Volume 1
Master & Commander – Bis ans Ende der Welt
Fluch der Karibik
X-Men 2